# علما (فلسطين)
علما، هي قرية فلسطينية مهجرة من عام 1948، تبعد 4 كم جنوب الحدود الفلسطينية – اللبنانية. وتبعد 13 كم شمال مدينة صفد باستخدام الطريق المار بطيطبا - الرأس الأحمر – قرية الريحانية.

## الموقع
أنشئت علما في القسم الشمالي من جبال الجليل الأعلى (القسم الجنوبي من جبل عامل) في منطقة منبسطة على ارتفاع 680م عن سطح البحر. تبعد عن طريق قرية الجش 15 كم، منها 9 كم طريق معبدة و 6 كم غير معبدة.
يقع جبل علول على بعد كيلومتر واحد شمالها ويرتفع، كما يقع جبل ريحان غربها ويرتفع 709م على بعد كيلومتر واحد. ويبدأ وادي الحمام على بعد نصف كيلومتر من شمالها الغربي، وهو رافد لوادي عبة، الذي يمر في شمالها الغربي وشمالها على بعد كيلومترين. وهو نفسه وادي الحنداج الذي كان يصب في الجزء الجنوبي الغربي من بحيرة الحولة. وتوجد بركة ماء في شرق القرية مباشرة، وصهريج في طرفها الجنوبي الغربي، وآخر في جنوبها.

## علما قبل 1948
ومساكن القرية من النوع المكتظ، وكان فيها 147 مسكناً في عام 1931، وفي عام 1945 بلغت مساحة القرية 147 دونماً، أي أنها كانت الأولى بين قرى قضاء صفد بمساحتها، وفي العام نفسه بلغت مساحة أراضيها 19,747 دونماً، أي انها الرابعة بين قرى القضاء بمساحة أراضيها. ولم يكن اليهود يملكون شيئاً من أراضيها.
ضمت علما 632 نسمة من العرب في عام 1922، ارتفع عددهم إلى 712 نسمة في عام 1931، وإلى 950 نسمة في عام 1945.
كان في القرية جامع، ومدرسة ابتدائية للبنين تقع في شرق القرية مشتركة بينها وبين قرية الريحانية الواقعة في جنوبها الغربي على بعد كيلومتر واحد. وكان فيها أيضاً معصرتا زيتون غير آليتين.
اعتمد اقتصاد القرية على الزراعة وتربية الماشية، وأهم المزروعات الحبوب والأشجار المثمرة، ففي موسم 42/1943 كان فيها 750 دونماً مزروعة زيتوناً (الأولى بين قرى قضاء صفد)، منها 550 دونماً مثمرة. وتركزت بساتين الأشجار المثمرة في شمال وشمال غرب وغرب القرية.

## سكان القرية
سكان علما من المسلمين، ولهم فيها مسجد ومدرسة ابتدائية تشاركهم فيها قرية الريحانية المجاورة. وكانوا يرتزقون من الأرض أساسًا، فيربون المواشي ويستنبتون الغلال، ولا سيما الحبوب والفاكهة، وكانت بساتين الغلال، ولا سيما الحبوب والفاكهة. وكانت بساتين فاكهتهم تتركز في المشارف الشمالية والشمالية الغربية للقرية. وفي موسم 1942/1943، كان شجر الزيتون مغروساً في 750 دونماً من أراضي القرية؛ وهذه كانت أوسع مساحة مخصصة للزيتون في ذلك القضاء. وكان الشجر النابت في 550 دونماً يثمر زيتوناً، ثم يعالج هذا الزيتون في معصرتين تداران بالأحصنة. في سنة 1944، كان ما مجموعه 7475 دونماً مخصصاً للحبوب، 983 دونماً مروياً ومستخدماً للبساتين. وكان ثمة بالقرب من القرية عدة آثار قديمة. كما وجد في موقع القرية، بين سنة 1914 وسنة 1957، ثلاث قطع معمارية من بعض المحافل اليهودية القديمة، عليها نقوش عبرية وآرمية.:

## علما في 1948
وصلت الوحدات الإسرائيلية إلى علما في المراحل الأخيرة من عملية حيرام (أنظر عرب السمنية، قضاء عكا) في 30 تشرين الأول / أكتوبر 1948؛ وذلك استناداً إلى المؤرخ الإسرائيلي بني موريس. وهو يروي أن سكان القرية صمدوا، إجمالاً، على الرغم من المجازر التي ارتكبتها القوات الإسرائيلية في صفصاف والجش ـ وهما قريتان تبعدان نحو 6 كلم إلى الجنوب الغربي من علما ـ في اليوم السابق. ومع أن وزارة شؤون الأقليات الإسرائيلية أدرجت علما، لاحقاً، في جملة القرى التي استسلمت في أثناء العملية ولم <<تعاقب>>، فإن موريس يذكر أن سكانها <<اقتلعوا وطردوا>>. وهو لا يصف ظروف الترحيل، ولكن ذلك تم على يد وحدات من اللواء شيفع (السابع) في أثناء الهجوم نفسه، أو جرى تنفيذاً لقرار رسمي اتخذ في الأسابيع التالية

## علما اليوم
الموقع مسيج، ويشتمل على أنقاض المنازل السابقة التي تكسوها الأعشاب الشائكة. ولا يزال هناك حائط حجري مبتور، فيه باب ونافذتان. والأرض غرسها المزارعون الإسرائيليون أشجاراً مثمرة.
مستعمرات صهيونية على انقاض القرية:
نشأت مستعمرة علماه على أراضي القرية سنة 1949، وهي تبعد نحو نصف كيلومتر إلى الشرق من الموقع حيث كانت القرية ذات يوم.

## وصلات خارجية
- علما ترحب بكم
- علما من مركز خليل سكاكيني الثقافي